# TVP3 Opole
TVP3 Opole (Telewizja Polska SA Oddział w Opolu, do 2005 roku Opolski Ośrodek Regionalny TVP SA w Opolu, dawniej TVP Opole) – oddział terenowy Telewizji Polskiej obejmujący zasięgiem województwo opolskie z siedzibą główną w Opolu. Sztandarowym programem TVP3 Opole jest serwis informacyjny Kurier Opolski.
Kanał TVP3 Opole nadawany jest bezpłatnie w ramach ogólnopolskiego trzeciego multipleksu naziemnej telewizji cyfrowej (MUX 3). Dostępny jest również w sieciach kablowych oraz bezpłatnie w Internecie dzięki stronie internetowej TVP Stream i aplikacji TVP GO.

## Kalendarium
- 1961 – z inicjatywy Rozgłośni Polskiego Radia w Opolu zostały nawiązane pierwsze kontakty z Telewizją Katowice. Na antenie Katowic ukazywał się program Panorama powiatów o osiągnięciach i problemach, wybranego powiatu z województwa opolskiego. W tym samym roku Krystyna Konopacka-Csala przygotowała dla TV Katowice pierwszy opolski program telewizyjny. Mówił o losach Teresy Marii Ledwig – pierwszego dziecka zarejestrowanego po wojnie w aktach Urzędu Stanu Cywilnego w Opolu przez urzędnika, którym był Wojciech Wawrzynek – znanego polski działacz na Śląsku Opolskim.
- jesień 1964 – zaczął się ukazywać raz w miesiącu 30-minutowy program Na opolskiej ziemi. Cztery godziny przed emisją programu przywożono dziennikarzy i ich gości z Opola do Katowic. Na miejscu wywoływane były filmy do ilustracji rozmów oraz ustalano scenariusz programu.
- maj 1966 – w Opolu uruchomiono stację telewizyjno-retransmisyjną w miejsce uruchomionego w 1965 roku telewizyjnego przemiennika.
- kwiecień lub maj 1971 – powstała Redakcja Opolskich Programów Telewizyjnych pod kierownictwem Karola Olendra przygotowująca głównie programy informacyjne. Jej siedziba mieściła się w gmachu Radia Opole.
- maj 1972 – redakcja przeniosła się do nowo wybudowanego obiektu w ogrodzie Rozgłośni Polskiego Radia w Opolu. Był to barak nazwany „leżącym wieżowcem”.
- 1972-1975 – Redakcja Opolskich Programów Telewizyjnych zaczęła podlegać naprzemiennie Rozgłośni Polskiego Radia w Opolu i OTV Katowice. Wówczas powstał pomysł na utworzenie w Opolu samodzielnego ośrodka telewizyjnego. Plany te przekreśliła reforma administracyjna z 1975 toku dzieląca Polskę na 49 województw.
- 1978 – redakcja przenosi się na II piętro budynku Wojewódzkiej Biblioteki Publicznej przy ul. Piastowskiej 18 w Opolu, ponieważ w konstrukcji baraku było zbyt dużo azbestu.
- 11 stycznia 1979 – uruchomiono Radiowo-Telewizyjne Centrum Nadawcze w Chrzelicach[2].
- 1989 – redakcja powraca do baraku w ogrodzie Rozgłośni Polskiego Radia w Opolu. W tym samym roku rozpoczęto realizację półgodzinnego programu Studio pod bukiem – tytuł pochodzi od miejsca nagrywania zapowiedzi i rozmów – pod bukiem w ogrodzie Polskiego Radia w Opolu, który na wniosek Tadeusza Horoszkiewicza został potem uznany za pomnik przyrody. Studio emitowano w piątek o 18.30 z anteny Telewizji Katowice oraz paśmie rozłącznym Dwójki.
- lipiec 1991 – redakcja otrzymała kamerę U-matic. Dotychczas wszystkie programy były nagrywane na taśmie filmowej 16 mm.
- 1 sierpnia 1991 – redakcja w Opolu otrzymała pewną samodzielność finansową – Telewizja Katowice przyznawała osobny budżet, którym redakcja opolska samodzielnie gospodarowała.
- 1 marca 1993 – redakcja otrzymała nowoczesną profesjonalną kamerę Betacam.
- 15 marca 1993 o godz. 8.10 – ruszył piętnastominutowy Opolski Serwis Informacyjny, prezentowano go od poniedziałku do piątku, zapowiedzi były nagrywane w studio w „leżącym wieżowcu”, materiały do serwisu realizowano w terenie. Podobnie jak Studio pod bukiem był montowany i emitowany z Katowic.
- 1 stycznia 1997 – pierwsze wydanie Dziennika Regionalnego w miejsce Opolskiego Serwisu Informacyjnego. Nowy program miał 30 minut i dołączano do niego relacje z Bielska i Częstochowy.
- styczeń 1997 – siedzibę redakcji przeniesiono na parter willi po opolskim radiu przy ul. Piastowskiej 20, ale studio Opolskiego Serwisu Informacyjnego zostało w „leżącym wieżowcu”.
- lipiec 1997 – powódź doprowadziła „leżący wieżowiec” do ruiny. Nigdy go już nie odbudowano, a jego pozostałości rozebrano w 2000 roku.
- 16 lutego 1998 – ostatnie wydanie programu Dziennik Regionalny. Zdjęto go z anteny ze względu na zbyt wysokie koszty.
- 17 stycznia 2000 – pierwszy raz samodzielnie nadano program z Opola w paśmie rozłącznym TVP2 – Opolski Serwis Informacyjny, którego emisja była realizowana w dni powszednie.
- 28 lutego 2001 – powołanie Opolskiego Ośrodka Regionalnego TVP SA w Opolu, podlegającego oddziałowi terenowemu w Katowicach[3].
- 11 lutego 2002 – przy ul. Korfantego w Opolu został uruchomiony nadajnik o mocy 1 kW[4] retransmitujący na kanale 10 sygnał TVP Katowice oraz opolskie pasmo rozłączne. Kanał ten zastąpił na tej częstotliwości kodowany kanał Canal+ Premium.
- 3 marca 2002 – opolski ośrodek zaczyna nadawać w ramach stacji informacyjno-regionalnej TVP3 jako TVP3 Opole.
- 7 marca 2003 – zmiana logo i oprawy graficznej tak jak w pozostałych programach Telewizji Polskiej[5].
- 2003 – siedziba ośrodka przenosi się do ciasnego pomieszczenia w obiekcie Polskiego Radia Opole przy ul. Strzelców Bytomskich 7.
- 1 stycznia 2005 – zgodnie z ustawą z dnia 2 kwietnia 2004 roku o zmianie ustawy o radiofonii i telewizji, utworzono oddział terenowy TVP SA w Opolu, uniezależniając go tym samym od oddziału katowickiego[6].
- 23 lutego 2005 o godz. 18:00 – nadano pierwsze wydanie Kuriera Opolskiego. Zastąpił on dotychczas emitowane od 2004 roku Wydarzenia[7].
- luty-kwiecień 2006 – telewizja przeniosła się do wyremontowanego budynku – byłej synagogi przy ul. Szpitalnej 1.
- 6 października 2007 – opolski program zmienia nazwę na TVP Opole i zaczyna nadawać w ramach pasm lokalnych TVP Info[8].
- 31 stycznia 2008 – uruchomiono nadajnik TVP Opole z obiektu RTCN Chrzelice o mocy 10 kW[9], przez co znacząco zwiększono zasięg[10]. Na przełomie października i listopada 2008 roku zwiększono moc nadajnika do 40 kW przez co sygnał zaczął docierać do mieszkańców powiatów: oleskiego, namysłowskiego, kluczborskiego, kędzierzyńskiego, głubczyckiego i nyskiego[11][12].
- 2009 – TVP Opole otrzymuje wóz satelitarny
- 30 grudnia 2010 o godz. 16:00 – program lokalny TVP Opole ostatni raz był retransmitowany na antenie Dwójki[13].
- 21 października 2011 – uruchomiono nadajnik cyfrowy MUX 3 o początkowej mocy 2,5 kW z obiektu RTCN Chrzelice[14][15]. 23 kwietnia 2013 roku moc zwiększono do 100 kW[16].
- 1 czerwca 2012 – 1 września 2013 – program TVP Opole został dodany do MUX 3, jako druga wersja regionalna TVP Info, z nadajników SLR Legnica/Piastowska i RTON Wrocław/Żórawina[17].
- 25 lutego 2013 – opolski program regionalny można oglądać bezpłatnie w Internecie dzięki stronie internetowej i aplikacji TVP Stream[18].
- 23 kwietnia 2013 – wyłączono nadajnik analogowy i uruchomiono nadajniki cyfrowe MUX 3[19][20].
- 1 września 2013 – TVP Opole nadaje programy w ramach nowego kanału TVP Regionalna[21].
- 2 stycznia 2016 – powrócono do dawnej nazwy TVP3 Opole[22].
- 30 listopada 2016 – prapremiera filmu dokumentalnego Ziemia Przemówiła poświęconego tragicznym losom oddziału ktp. Bartka wyprodukowanego przez TVP3 Opole wspólnie z Fundacją PGNiG im. Ignacego Łukasiewicza w siedzibie „Przystanku Historia” Instytutu Pamięci Narodowej. Premiera telewizyjna filmu miała miejsce 5 grudnia o godzinie 23.00 w TVP1[23].
- 14 lutego 2022 – TVP3 Opole można oglądać bezpłatnie dzięki aplikacji TVP GO dostępnej na systemach iOS i Android[24].
- 23 maja 2022 – ze względu na zmianę standardu nadawania na DVB-T2/HEVC (nie dotyczyło to MUX 3 i MUX 8) w województwie opolskim zwiększono moc emisji z dotychczasowych nadajników i uruchomiono nowe[25].
- 15 grudnia 2023 – rozpoczęcie emisji TVP3 Opole w rozdzielczości HD (interpolowany sygnał SD, tzw. upscaling), w odróżnieniu np. od TVP3 Katowice czy TVP3 Wrocław.[26].

Opracowano na podstawie materiału źródłowego.

## Nadajniki naziemne TVP3 Opole

### Nadajniki analogowe wyłączone 23 kwietnia 2013 roku
| Typ obiektu | Nazwa obiektu   | Częstotliwość (MHz) | Kanał | Charakterystyka promieniowania | Polaryzacja | Moc (kW) | Data uruchomienia nadajnika | Data wyłączenia nadajnika |
| ----------- | --------------- | ------------------- | ----- | ------------------------------ | ----------- | -------- | --------------------------- | ------------------------- |
| RTCN        | Opole/Chrzelice | 207,25 MHz          | 10    | dookólna (ND)                  | pionowa (V) | 40 kW    | 31 stycznia 2008            | 23 kwietnia 2013          |

Opracowano na podstawie materiału źródłowego.

#### NadajnikiTVP2z wejściami lokalnymi TVP Opole (do 2010 roku)
| Typ obiektu | Nazwa obiektu   | Częstotliwość (MHz) | Kanał | Charakterystyka promieniowania | Polaryzacja | Moc (kW) | Data wyłączenia nadajnika |
| ----------- | --------------- | ------------------- | ----- | ------------------------------ | ----------- | -------- | ------------------------- |
| RTCN        | Opole/Chrzelice | 487,25 MHz          | 23    | dookólna (ND)                  | pozioma (H) | 600 kW   | 23 kwietnia 2013          |

Opracowano na podstawie materiału źródłowego.

### Nadajniki cyfrowe DVB-T2MUX 3
Wszystkie nadajniki są położone w województwie opolskim i emitują sygnał w polaryzacji poziomej (w skrócie H). 23 maja 2022 roku ze względu na zmianę standardu nadawania na DVB-T2/HEVC w województwach łódzkim, małopolskim, opolskim, podkarpackim, śląskim, świętokrzyskim, w części województw lubelskiego i mazowieckiego oraz w pozostałej części wielkopolskiego (nie dotyczyło to MUX 3 i MUX 8) oraz tzw. refarming, czyli zwolnienie kanałów telewizyjnych na potrzeby telefonii komórkowej, niektóre emisje przeniesiono na nowe częstotliwości, uruchomiono nowe albo zwiększono moc emisji z dotychczasowych nadajników. 15 grudnia 2023 roku zmieniono standard nadawania nadajników MUX 3 na DVB-T2/HEVC.
| Typ obiektu | Nazwa obiektu        | Częstotliwość (MHz) | Kanał | Charakterystyka promieniowania | Polaryzacja | Moc (kW) | Data wyłączenia nadajnika |
| ----------- | -------------------- | ------------------- | ----- | ------------------------------ | ----------- | -------- | ------------------------- |
| RTCN        | Opole/Chrzelice      | 578 MHz             | 34    | dookólna (ND)                  | pozioma (H) | 115 kW   | 21 października 2011      |
| SLR         | Olesno/ul. Leśna     | 578 MHz             | 34    | kierunkowa (D)                 | pozioma (H) | 30 kW    | 22 kwietnia 2013          |
| SLR         | Wysoka/Góra św. Anny | 578 MHz             | 34    | kierunkowa (D)                 | pozioma (H) | 30 kW    | 23 maja 2022              |
| TON         | Świerczów            | 578 MHz             | 34    | kierunkowa (D)                 | pozioma (H) | 10 kW    | 23 maja 2022              |
| SLR         | Opole/ul. Korfantego | 578 MHz             | 34    | kierunkowa (D)                 | pozioma (H) | 8 kW     | 28 kwietnia 2014          |

#### Wyłączone nadajniki cyfrowe DVB-TMUX 3
| Typ obiektu | Nazwa obiektu   | Częstotliwość (MHz) | Kanał | Charakterystyka promieniowania | Polaryzacja | Moc (kW) | Data uruchomienia nadajnika | Data wyłączenia nadajnika |
| ----------- | --------------- | ------------------- | ----- | ------------------------------ | ----------- | -------- | --------------------------- | ------------------------- |
| TON         | Wierzbica Górna | 578 MHz             | 34    | dookólna (ND)                  | pozioma (H) | 12 kW    | 22 kwietnia 2013            | 23 maja 2022              |

Opracowano na podstawie materiałów źródłowych.

## Programy TVP3 Opole
Ramówka obejmuje m.in. programy informacyjne z regionu, publicystyczne, przyrodnicze, reportaże, transmisje z mszy świętych, transmisje sportowe oraz relacje z koncertów, spektakli i wystaw.

### Programy własne (stan na wiosnę 2022)
Informacja i publicystyka
- Kurier Opolski (od 2005 roku) – program informacyjny.
- Pogoda – program informacyjny.
- O!polskie o poranku (od 2016 roku) – magazyn śniadaniowy
- Rozmowa dnia
- PRASOwanie Zbigniewa Górniaka (od 2020 roku) – przegląd prasy
- O!polskie na żywo (od 2018 roku) – weekendowy magazyn na żywo
- W centrum uwagi (od 2018 roku) – debaty z udziałem opolskich polityków

Sport
- Sport Opolski (od 2005 roku) – program informacyjny.
- Sport Opolski Extra (od 2020 roku) – sportowe podsumowanie tygodnia.

Reportaż i dokument
- Ludzie, sprawy, historie (od 2016 roku) – magazyn, który przygotowują najlepsi reportażyści TVP3 Opole.

Kultura i sztuka
- Strefa kultury (od 2013 roku)
- Zakładka (od 2018 roku) – magazyn o książkach

Społeczeństwo
- Medicus (od 2021 roku)[46]
- O!polskie: Tak to się robi! (od 2022 roku) – program o gospodarce[47]
- Uczta dla zmysłów (od 2022 roku)[48]

Nauka i edukacja
- Politechnika Dziecięca (od 2022 roku)
- Studencki kwadrans (od 2016 roku)

Rolnictwo i wieś
- AgroKurier – magazyn rolniczy
- Karp po O!polsku (od 2022 roku)

Religia
- Oblicza wiary (od 2016 roku)
- #OdZakrystii (od 2019 roku)

Programy dla mniejszości narodowych i etnicznych
- Schlesien Journal (od 1992 roku) – program dla mniejszości niemieckiej[52]

### Programy nieemitowane w TVP3 Opole (niepełna lista)
Reportaż i dokument
- Reporter – publicystyka, interwencja, reportaż.
- Tomasz Zacharewicz przedstawia – program publicystyczny, interwencja, reportaż,

Kultura i sztuka
- Bliżej kultury
- Studio pod bukiem
- Lapidarium Opolskie

Publicystyka
- Wszystko jasne – program dotyczący bieżących wydarzeń.
- Dialog – podsumowanie najważniejszych wydarzeń z życia Opola i województwa opolskiego.

Rolnictwo i wieś
- Nasza wieś

Dla dzieci
- Kulisy
- Bajki i baśnie

Społeczeństwo
- Żyjmy zdrowo
- ABC Gospodarki – najważniejsze gospodarcze inwestycje w regionie.

Religia
- Puls Kościoła

### Programy TVP3 Opole na antenach ogólnopolskich (niepełna lista)
- Mroczne dzielnice (od 2021 roku) dla TVP3[53]

## Logo
| Okres wykorzystywania             | Opis | Ilustracja |
| --------------------------------- | --- | ---------- |
| 28 lutego 2001 – 6 marca 2003     | Po lewej stronie paski w barwach ówczesnej TVP – czerwony, zielony i niebieski. Obok obowiązujące w tamtym czasie logo nadawcy, a po prawej stronie cyfra 3. Na dole znajduje się rozszerzony napis Opole. |            |
| 7 marca 2003 – 30 listopada 2007  | Na zielonym tle logo TVP3, pod spodem napis Opole. Na ekranie logo krystaliczne (od 6 października do 30 listopada 2007 bez cyfry 3).                                                                      |            |
| 1 grudnia 2007 – 31 sierpnia 2013 | Logo podobne do TVP Info – zamiast napisu INFO jest napis Opole. |            |
| 1 września 2013 – 1 stycznia 2016 | Logo TVP Regionalna bez regionalna, pod nim biały napis Opole; wszystko na zielonym tle. Logo występuje także w odwrotnej wersji kolorystycznej.                                                           |            |
| od 2 stycznia 2016                | Na granatowym tle logo TVP3, pod spodem napis Opole. |            |

## Dyrektorzy TVP3 Opole
| okres pełnienia funkcji                                           | okres pełnienia funkcji                                           | imię i nazwisko                                                   |
| od                                                                | do                                                                | imię i nazwisko                                                   |
| Kierownicy Redakcji Opolskich Programów Telewizyjnych (1971-2002) | Kierownicy Redakcji Opolskich Programów Telewizyjnych (1971-2002) | Kierownicy Redakcji Opolskich Programów Telewizyjnych (1971-2002) |
| ----------------------------------------------------------------- | ----------------------------------------------------------------- | ----------------------------------------------------------------- |
| 1971                                                              | 1975                                                              | Karol Olender                                                     |
| 1975                                                              | 1981                                                              | Stanisław Racławicki                                              |
| 1981                                                              | 7 stycznia 1997                                                   | Tadeusz Horoszkiewicz                                             |
| 8 stycznia 1997                                                   | wiosna 1998                                                       | Bogusław Nierenberg                                               |
| wiosna 1998                                                       | luty 1999                                                         | Jan Skorus                                                        |
| luty 1999                                                         | 3 lipca 2002                                                      | Bogusław Nierenberg                                               |
| Dyrektorzy Opolskiego Ośrodka Regionalnego TVP SA (2002-2005)     |                                                                   |                                                                   |
| 4 lipca 2002                                                      | grudzień 2002                                                     | Stanisław Racławicki                                              |
| grudzień 2002                                                     | 31 grudnia 2004                                                   | Krzysztof Wesołowski                                              |
| Dyrektorzy Oddziału Terenowego TVP SA w Opolu (od 2005 roku)      |                                                                   |                                                                   |
| 1 stycznia 2005                                                   | 31 grudnia 2006                                                   | Jacek Kruczkowski                                                 |
| 1 stycznia 2007                                                   | 16 grudnia 2012                                                   | Jan Nowara                                                        |
| 17 grudnia 2012                                                   | 20 września 2015                                                  | Marek Szczepanik                                                  |
| 21 września 2015                                                  | 22 marca 2016                                                     | Beata Polaczek                                                    |
| 23 marca 2016                                                     | 2 stycznia 2022                                                   | Mateusz Magdziarz                                                 |
| 3 stycznia 2022                                                   | 8 stycznia 2024                                                   | Łukasz Żygadło                                                    |
| 8 stycznia 2024                                                   | nadal                                                             | Ewa Wolniewicz                                                    |

Opracowano na podstawie materiału źródłowego.